# Buřňáček nejmenší
Buřňáček nejmenší (Hydrobates microsoma) je malý mořský pták z čeledi Hydrobatidae (buřňáčkovití), nejmenší zástupce řádu trubkonosí. Vyskytuje se podél západního pobřeží Ameriky od Kalifornie po Kolumbii a Ekvádor.

## Taxonomie
Druh je řazen do početného rodu Hydrobates v rámci čeledi Hydrobatidae (buřňáčkovití) a řádu trubkonosí (Procellariiformes).

## Popis
Jedná se o velmi malého ptáka s rozpětím křídel 34 cm a délkou těla kolem 14 cm. Tyto rozměry z něj činí nejmenšího zástupce trubkonosých.
Křídla jsou úzká, dlouhá a zašpičatělá. Ocas je dlouhý a vykrojený do písmene V. Hlava je vzhledem ke zbytku těla poměrně velká. Na tmavém zobáku jsou seshora uchyceny černé trubkovité nozdry. Opeření je převážně tmavé, spodní strana křídel je do tmavě šeda.

## Biologie a chování
Buřňáček se pohybuje pomocí třepotavého letu někdy připomínající let netopýra, ke klouzavému letu se uchyluje spíše zřídka. Rozmnožuje se v koloniích od června do července na ostrovech Kalifornského zálivu a na západním pobřeží mexického státu Baja California. Hnízda si staví na opuštěných ostrovech a skalních výběžcích. Snáší pouze jedno vejce jednou za rok.
Živí se hlavně korýši, převážně z čeledi langustovití. Na moři se často shlukuje s buřňáčky popelavými a buřňáčky tmavými do velkých hejn.
Dožívá se cca 15 let.

## Rozšíření a populace
Vyskytuje se podél západního pobřeží Ameriky od Kalifornie na severu po Kolumbii a Ekvádor na jihu. Občas jej mohou silné větry zavát hlouběji do vnitrozemí, např. v roce 1976 hurikán Kathleen zavál stovky jedinců do Saltonského moře.
Celková populace se odhaduje řádově na stovky tisíc až několik milionů.

## Ohrožení a ochrana
IUCN druh hodnotí jako málo dotčený.